# Internazionali d'Italia 1977
Gli Internazionali d'Italia 1977 sono stati un torneo di tennis giocato sulla terra rossa. È stata la 34ª edizione degli Internazionali d'Italia, che fa parte del Colgate-Palmolive Grand Prix 1977 e del WTA Tour 1977. Sia che il torneo maschile che quello femminile si sono giocati al Foro Italico di Roma in Italia.

## Partecipanti

### Teste di serie
| Nazionalità | Giocatore          | Ranking | Testa di serie |
| ----------- | ------------------ | ------- | -------------- |
| Italia      | Adriano Panatta    | 7       | 1              |
| Argentina   | Guillermo Vilas    | 6       | 2              |
| Romania     | Ilie Năstase       | 3       | 3              |
| Stati Uniti | Brian Gottfried    | 10      | 4              |
| Messico     | Raúl Ramírez       | 5       | 5              |
| n/a         | n/a                | n/a     | 6              |
| Stati Uniti | Roscoe Tanner      | 11      | 7              |
| Stati Uniti | Vitas Gerulaitis   | 18      | 8              |
| Italia      | Corrado Barazzutti | 22      | 9              |
| Rep. Ceca   | Jan Kodeš          | 19      | 10             |
| Stati Uniti | Bill Scanlon       | 52      | 11             |
| Australia   | Phil Dent          | 37      | 12             |
| Italia      | Antonio Zugarelli  | 30      | 13             |
| Ungheria    | Balázs Taróczy     | 31      | 14             |
| Italia      | Paolo Bertolucci   | 33      | 15             |
| Australia   | Dick Crealy        | 38      | 16             |

### Altri partecipanti
I seguenti giocatori sono passati dalle qualificazioni:

- Nicola Spear
- Tomáš Šmíd
- John Feaver
- Éric Deblicker
- Javier Soler
- Paul McNamee
- Jiří Granát
- Dimitru Haradau

## Campioni

### Singolare maschile
Vitas Gerulaitis ha battuto in finale  Antonio Zugarelli con il punteggio di 6–2, 7–6, 3–6, 7–6

### Singolare femminile
Janet Newberry Wright ha battuto in finale  Renáta Tomanová con il punteggio di 6–3, 7–6

### Doppio maschile
Brian Gottfried /  Raúl Ramírez hanno battuto in finale  Fred McNair /  Sherwood Stewart con il punteggio di 6–7, 7–6, 7–5

### Doppio femminile
Brigette Cuypers /  Marise Kruger hanno battuto in finale  Bunny Bruning /  Sharon Walsh col punteggio di 3–6, 7–5, 6–2